# Retro TV
Retro TV (stilizat ca retrotv), cunoscut anterior sub numele de Retro Television Network, este un canal de film și televiziune americană, este lansată în iulie 2005 și deținută de Get After It Media. Rețeaua difuzează în principal seriale clasice de televiziune sitcomuri și seriale dramatice din anii 1950 până în anii 1980, deși include și programe mai recente din anii 1990 și 2000. În martie 2020, Retro TV a lansat o transmisiune online în direct, care difuzează o selecție limitată de șase ore de programe ale rețelei, difuzate în buclă de patru ori pe zi.

## Seriale difuzate
- Doctor Who
- Sfântul
- Bonanza
- Night Gallery
- Alfred Hitchcock prezintă...
- Murdoch Mysteries
- Sherlock Holmes
- Buck Hogers
- Battlestar Galactica
- Happy Days